# Crisscraft
| Recensione | Giudizio |
| ---------- | -------- |
| AllMusic   | [ 1 ]    |

Crisscraft è un album discografico del sassofonista jazz statunitense Sonny Criss, pubblicato dall'etichetta discografica Muse Records nell'agosto del 1975.

## Tracce
Lato A
1. The Isle of Celia – 10:32 (Horace Tapscott)
2. Blues in My Heart – 5:57 (Benny Carter)

Lato B
1. This Is for Benny – 4:54 (Horace Tapscott)
2. All Night Long – 4:00 (Curtis Lewis)
3. Crisscraft – 7:07 (Sonny Criss)

## Musicisti
- Sonny Criss - sassofono alto
- Ray Crawford - chitarra
- Dolo Coker - pianoforte
- Larry Gales - contrabbasso
- Jimmy Smith - batteria

Note aggiuntive
- Bob Porter - produttore
- Registrazioni effettuate il 24 febbraio 1975 al Wally Heider Studio di Hollywood, California (Stati Uniti)
- Peter Grannet - ingegnere delle registrazioni
- Don Hahn - ingegnere del remixaggio
- Ron Warwell - design album
- Bob Porter - note retrocopertina album[4]
- Sulle note di retrocopertina, dove è riportata la formazione dei musicisti partecipanti alla registrazione, Larry Gales è indicato (erroneamente) come batterista anziché contrabbassista